# 林昭宏
林 昭宏(はやし あきひろ、1964年- )は、日本の写真家。岐阜県岐阜市出身。
大阪芸術大学芸術学部写真学科卒業。

## 概要
大学卒業後、写真家の坂本樹勇に師事。水中写真プロダクション、大手芸能プロダクション専属を経て、独立。数々のグラビア誌にて、グラビア写真を手掛ける。2010年11月全国公開の『さよなら夏休み』(緒形直人主演)では、企画プロデューサーを担当。

## 作品
- 恋しくて(水野愛写真集/1999年英知出版)
- さよなら夏休み
- Bubble up crisis (APA Photo Award2010　第38回日本広告写真家協会公募展　入選)
- Memorial Rebirth(第35回2010JPS展　入選)